# تریلر (آلبوم)
تریلر (به انگلیسی: Thriller، به‌معنی هیجان‌انگیز و دلهره‌آور) ششمین آلبوم استودیویی خوانندۀ آمریکایی مایکل جکسون است که در ۳۰ نوامبر ۱۹۸۲ از طریق اپیک رکوردز منتشر شد. این آلبوم برندهٔ تعداد رکوردشکن ۸ جایزهٔ گرمی شد.
تریلر تنها یک سال پس از انتشارش، به پرفروش‌ترین آلبوم تاریخ موسیقی جهان تبدیل شد و هنوز هم این مقام را با اختلاف زیادی (تقریباً ۱۵ میلیون نسخه) نسبت به دومین آلبوم پرفروش حفظ کرده‌است. برآورد فروش جهانیِ تریلر تا به امروز بیش از ۷۰ میلیون نسخه است. البته برخی منابع فروش جهانی آن را تا ۶۶ میلیون نسخه برآورد می‌کنند.
تریلر تا سال ۲۰۱۸، با فروش ۳۳ میلیون نسخه، برای ۳۵ سال پرفروش‌ترین آلبوم تاریخ موسیقی آمریکا بود.
۴ آهنگ از ۹ آهنگ داخل این آلبوم، توسط خود مایکل جکسون سروده شده‌است. ضبط این آلبوم از آوریل تا نوامبر ۱۹۸۲ در استودیو وست‌لیک در لس آنجلس با بودجه تولید ۷۵۰هزار دلار صورت گرفت. تریلر برجسته‌ترین آلبوم — غیر موسیقی متن — در تاریخ تأسیس بیلبورد ۲۰۰ است.
تریلر جزئی از فرهنگ عامهٔ جهان و به‌خصوص آمریکاست و تأثیر ماندگاری بر آن گذاشته‌است.
زندگی‌نامه‌نویس، جی. رندی تارابورلی توضیح می‌دهد:
در برخی مواقع، فروش تریلر مثل یک کالای لوکس نیست، بلکه همانند یک کالای ضروری در هر خانه‌ای پیدا می‌شود… تریلر احتمالأ شنیده‌شده‌ترین ضبط تمام تاریخ است.
آلبوم تریلر، مایکل را به مهم‌ترین و برجسته‌ترین هنرمند و سرگرمی‌ساز قرن ۲۰ تبدیل کرد. او با انتشار این آلبوم سدهای نژادپرستی را شکست، سبک‌های موسیقی را دگرگون کرد، به هنرمندان سیاه‌پوست اعتبار داد و ساختار موزیک ویدئوها را برای همیشه و به صورت بنیادی تغییر داد. رئیس‌جمهور وقت آمریکا، رونالد ریگان نیز به خاطر تقدیر از مایکل، او را به کاخ سفید دعوت کرد و موفقیتش را «یک رؤیای آمریکایی محقق شده» نامید. همچنین تریلر اهمیت آلبوم‌های موسیقی را که تا آن زمان توجه زیادی به آن‌ها نمی‌شد بالا برد.
در سال ۲۰۰۸ به مناسبت بیست‌وپنجمین سالگرد انتشار تریلر، آلبومی با عنوان تریلر ۲۵ منتشر شد که در آن ایکان، کانیه وست، ویل.آی.ام و فرگی شرکت داشتند.
وبگاه ام‌اس‌ان‌بی‌سی آلبوم تریلر را «برترین آلبوم تاریخ موسیقی جهان» می‌داند.
آلبوم تریلر در سال ۲۰۰۸، توسط کتابخانهٔ کنگرهٔ آمریکا، تحت عنوان «اثر برجستهٔ فرهنگی و تاریخی ماندگار» به فهرست گنجینهٔ ملی ضبط آمریکا اضافه شد.

## مقدمه
آلبوم پنجم مایکل که در سال ۱۹۷۹ میلادی (۱۳۵۸ ه‍.ش) با نام غیر معمول منتشر شده بود با موفقیت زیاد، تقدیر منتقدان و یک جایزهٔ گِرَمی همراه بود.
غیر معمول یک موفقیت تجاری بزرگ بود و با فروش بیش از ۷ میلیون کپی در طول ۳ سال، به پرفروش‌ترین آلبومی که یک هنرمند سیاه‌پوست تا آن زمان منتشر کرد، تبدیل شد.
غیر معمول هم‌اکنون با فروش بیش از ۲۰ میلیون کپی، یکی از پرفروش‌ترین آلبوم‌های جهان است.
با این وجود، جکسون احساس می‌کرد که آلبوم غیر معمول می‌بایست تأثیر بسیار بزرگتری می‌گذاشت به‌طوری‌که اظهار داشت: «خیلی غیرمنصفانه بود که نتوانست «جایزهٔ گرمی ضبط سال» را برنده بشود؛ این اتفاق دیگر نمی‌تواند بیفتد».
او احساس می‌کرد که صنعت موسیقی به او اهمیت نمی‌دهد. در سال ۱۹۸۰ زمانی که جکسون به روزنامه‌نگار مجلهٔ رولینگ استون گفت که اگر مایل هستند، تصویرش را بر روی مجله‌شان چاپ کنند؛ با جواب منفی آن شخص مواجه شد و روزنامه‌نگار به او گفت: «من بارها و بارها گفتم، اگر عکس سیاه‌پوستان روی مجله‌ها چاپ بشه، فروش نمی‌ره». جکسون هم در جواب گفت: «صبر کن. روزی می‌رسه که همین روزنامه‌ها می‌یان و از من درخواست مصاحبه می‌کنن. شاید اون روز این کار رو انجام بدم. شایدم نه». به همین دلیل او مصمم شد که با انتشار آلبوم بعدی‌اش، به نقطه‌ای فراتر از انتظارات دیگران دست یابد.
نگاه کن؛ آلبوم بعدی را که من منتشر خواهم کرد. فقط نگاه کن … به آن‌ها (شرکت‌های صنعت موسیقی) نشان خواهم داد.
در ماه اوت ۱۹۷۹ میلادی، درست در زمانی که مایکل ۲۱ساله شد، جان برانکا را به‌عنوان مدیر برنامه‌های خود استخدام کرد. او به برانکا گفت که می‌خواهد «بزرگ‌ترین و ثروتمندترین هنرمند» باشد.

«از وقتی که یک پسر بچه بودم، رؤیای درست کردن پرفروش‌ترین آلبوم تاریخ موسیقی را در سر می‌پروراندم. یادم می‌آید وقتی بچه بودم، قبل از این‌که به داخل استخر بپرم، یک آرزو می‌کردم. فراموش نکنید، من با صنعت موسیقی بزرگ شدم، اهداف را فهمیدم و درک کردم؛ درحالی‌که همه به من می‌گفتند که چه چیز ممکن است و چه چیز ممکن نیست. اما من می‌خواستم یک کار خاص انجام بدهم. موقع پریدن به داخل استخر، بازوانم را تا آنجا که می‌توانستم از هم باز می‌کردم؛ مانند اینکه داشتم افکارم را به بالا، به‌سمت آسمان هدایت می‌کردم. سپس آرزو می‌کردم و بعد به داخل آب شیرجه می‌زدم. به خودم می‌گفتم: «این رؤیای من است، این آرزوی من است». هر دفعه قبل از شیرجه زدن درون آب، این کارها را انجام می‌دادم.»

## ضبط

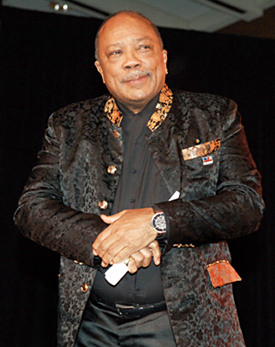
کوئینسی جونز از بزرگ‌ترین برندگان جایزهٔ گرمی است که تهیه‌کنندگی آلبوم تریلر را بر عهده داشت. او در تولید آهنگ‌ها نیز با مایکل همکاری کرد.

تریلر در بین ماه‌های آوریل تا نوامبر ۱۹۸۲ میلادی (فروردین تا آذر ۱۳۶۱)؛ به مدت ۶ ماه و با بودجهٔ ۷۵۰ هزار دلار ضبط گردید. جکسون ضبط آلبوم را به کمک تهیه‌کنندهٔ سرشناس، کوئینسی جونز آغاز کرد. آن‌ها بر روی ۳۰۰ ترانه کار کردند که در آخر ۹ تا از آن‌ها بر روی آلبوم قرار گرفتند. ۴ تا از ترانه‌های آلبوم توسط خود مایکل سروده شده‌است: «بیلی جین»، «بزن به چاک»، «می‌خوای چیزی رو شروع کنی» و «آن دختر مال من است». برخلاف دیگر خوانندگان، جکسون متن و موسیقی ترانه‌هایش را بر روی کاغذ نمی‌نوشت بلکه اول آن‌ها را در ذهنش می‌پروراند و بعد درون یک ضبط صوت، ضبط می‌کرد.
مایکل مصمم بود که تریلر را به بهترین آلبوم جهان تبدیل کند. اما جونز به مایکل گفت که به‌خاطر رکود صنعت موسیقی، بعید است که تریلر بتواند موفقیت غیر معمول را به دست بیاورد.

یادم می‌آید یک‌بار، هنگامی که بر روی تریلر کار می‌کردیم، با کوئینسی جونز، تهیه‌کننده و راد تمپرتون، نویسندهٔ ترانهٔ «تریلر» در استودیو بودیم. من داشتم پینتبال بازی می‌کردم. یکی از آن‌ها ازم پرسید: «اگر این آلبوم به اندازهٔ آلبوم غیر معمول خوب از آب درنیاید، مأیوس می‌شوی؟»
یادم می‌آید که ناراحت شدم. از این‌که این سؤال، حتی پرسیده شده بود، ناراحت شدم.
به آن‌ها گفتم: تریلر باید از غیر معمول بهتر باشد… می‌خواهم این آلبوم، پرفروش‌ترین آلبوم تمام دوران‌ها بشود و آن‌ها شروع کردند به خندیدن. ظاهراً این خواسته به نظر آنان، غیر واقع گرایانه می‌آمد.

روابط دوستانهٔ کوئینسی جونز و مایکل جکسون در طول ضبط آلبوم تیره شد.
کوئینسی اعتقاد داشت که «بیلی جین» برای منتشر شدن در آلبوم مناسب نیست اما مایکل با او مخالفت می‌کرد. کوئینسی از «بیلی جین» متنفر بود و برای او این سؤال مطرح بود که چرا یک طرفدار مزاحم می‌تواند برای مایکل این قدر مهم باشد. او از مایکل خواست تا قسمت طولانی موسیقی ابتدای ترانهٔ «بیلی جین» را کوتاه‌تر کند اما مایکل گفت که همین قسمت اولش است که او را به رقص وادار می‌کند.
جکسون می‌خواست آلبومی خلق کند که «هر آهنگش هیجان‌انگیز» باشد تا بتواند معنی تریلر (به فارسی: دلهره‌آور یا هیجان‌انگیز) را به خوبی نشان دهد.
جکسون و جونز می‌خواستند برای قطعهٔ «بزن به چاک» یک موسیقی راک که تمام انواع را پوشش دهد بسازند به همین علت هفته‌ها به دنبال گیتاریستی مجرب بودند تا با او ترانه را بسازند. سرانجام ادی ون هیلن از گروه موسیقی راک ون هیلن به عنوان گزینهٔ مناسب انتخاب شد.
راد تمپرتون، نویسندهٔ ترانهٔ «تریلر»، در ابتدا نام ترانه را «استار لایت» یا «مرد نیمه‌شب» گذاشته بود اما در آخر موافقت کرد که نام آن را «تریلر» بگذارند.
قسمت انتهایی ترانهٔ «تریلر» را هم وینسنت پرایس دکلمه کرده‌است. همچنین لاتویا و جنت جکسون در ترانهٔ «پی. وای. تی.» خوانندگان پس‌زمینه هستند.
زمانی که ۹ ترانهٔ آلبوم آماده شد، کوئینسی و مایکل از نتیجهٔ کار ناراضی بودند. آن‌ها از طرف کمپانی ضبط هم، سخت تحت فشار بودند که هرچه زودتر، آلبوم را به اتمام برسانند.

وقتی که کمپانی به شما فشار می‌آورد که هرچه زودتر کار را تمام کنید، معنایش این است که شما واقعاً تحت فشارید؛ و ما را هم تحت فشار قرار داده بودند. آن‌ها گفتند که این آلبوم باید درست در یک تاریخ معین به پایان برسد. انجامش بدهید یا بمیرید؛ بنابراین ما در موقعیتی قرار گرفتیم که داشتیم خودمان را می‌کشتیم تا کار را درست در زمان تعیین شده به پایان برسانیم. بر روی میکس آهنگ‌ها خیلی سازش کردیم و همین‌طور اینکه کدام آهنگ‌ها قرار است بر روی آلبوم قرار بگیرند. آن‌قدر از سر و ته آهنگ‌ها زدیم تا بالاخره کل آلبوم یک چیز بی‌سروته شد… وقتی بالاخره به آهنگ‌هایی که قرار بود بر روی آلبوم قرار بدهیم، گوش دادیم، آهنگ «تریلر» آن قدر به نظرم افتضاح آمد که به گریه افتادم. ما سخت تحت فشار بودیم زیرا در همان زمان که سعی می‌کردیم تریلر را به اتمام برسانیم، در حال کار بر روی کتاب گویای ئی.تی. موجود فرازمینی بودیم و آن را هم باید در زمان تعیین شده به پایان می‌رساندیم. مثل این بود که تمام آدم‌هایی که در استودیو بودند با هم جنگ داشتند. ما به حقیقت تلخی دست یافتیم که میکس آهنگ‌های تریلر به درد نمی‌خورد … همان‌جا در استودیو نشستیم. استودیوی «وست لیک» در هالیوود؛ و به تمام آهنگ‌های آلبوم گوش دادیم. من از شدت غم، ویران شده بودم. تمامی احساسات سرکوب شده‌ام را به یک‌باره بروز دادم. عصبانی شدم و اتاق را ترک کردم. به کارمندانم گفتم که «ما این آلبوم را منتشر نمی‌کنیم. با سی‌بی‌اس تماس بگیرید و بگویید که آن‌ها این آلبوم را دریافت نمی‌کنند. ما این آلبوم را به آن‌ها نمی‌دهیم».

آن‌ها دوباره شروع به میکس ترانه‌ها کردند و روی هر کدام از ترانه‌ها یک هفتهٔ دیگر وقت گذاشتند.
در آخر فهمیدم که باید تمام آلبوم را دوباره از اول میکس کنم. وقتی این کار انجام شد؛ بوووم! تریلر مثل بمب صدا کرد و تمامی رقبا را در آمریکا کنار زد … تریلر پروژهٔ پرزحمتی بود.
از ۳۰۰ آهنگی که مایکل جکسون برای منتشر کردن در این آلبوم ضبط کرده بود اما هرگز در آن منتشر نشد می‌توان به آهنگ‌های «چرخ و فلک» ، «خط شب» ، «او (دختر) مزاحم است» ، «خیابان داغ» و «نمایش خنده» اشاره کرد.

## سرایش و سبک آوازی
به نظر استیو هوآی از مجلهٔ آل‌میوزیک، تریلر نقاط قوت آلبوم غیر معمول را قوی‌تر و خالص‌تر کرد. در تریلر قطعات دنس و راک جسارت آمیزتر است؛ در حالی که ملودی‌های پاپ و بالادها، ملایم‌تر و روح‌انگیزتر هستند. قطعات این آلبوم عبارت‌اند از: تصنیفهای «طبیعت بشر»، «بانویی در زندگیم» و «آن دختر مال من است» و ترانه‌های فانک «بیلی جین» و «می‌خوای چیزی رو شروع کنی» و همچنین آهنگ‌های دیسکوی «عزیزم مال من باش» و «پی وای تی». در قطعهٔ «می‌خوای چیزی رو شروع کنی» صدای سازهای کوبه‌ای و باس در پس زمینهٔ ترانه شنیده می‌شود که الهام گرفته شده از شعرهای آفریقایی است که با سبک بین‌المللی ادغام شده‌است. تصنیف «آن دختر مال من است» که به همراه پل مک‌کارتنی، یکی از اعضای گروه بیتلز ضبط شده، بیان‌کنندهٔ داستان مبارزهٔ ۲ دوست بر سر یک زن است که در آن هر کدام از آن ۲ دوست دلایلی را برای عشق خود بیان می‌کنند که اغلب به صورت رپ است.
به گفتهٔ کریستوفر کانلی از مجلهٔ رولینگ استون، مایکل با آلبوم تریلر علاقه‌اش به سبک پارانویا و موضوعات تیره و تار را نشان داد. به گفتهٔ او این علاقه طوری‌است که می‌توان این سبک را از عنوان‌های فراطبیعی ترانه‌های آلبوم فهمید.
استفن ارلوین از آل‌میوزیک نیز به مشهود بودن این گرایش در آهنگ‌های «بیلی جین»، «می‌خوای چیزی رو شروع کنی» و «تریلر» اشاره کرده‌است.
در «بیلی جین» جکسون دربارهٔ یک طرفدار سمج می‌خواند، که ادعا می‌کند جکسون پدر فرزند اوست. در «می‌خوای چیزی رو شروع کنی» او علیه شایعات و رسانه‌ها صحبت می‌کند.
«بزن به چاک» آهنگ راک ضد خشونت خیابانی و ادای احترامی به فیلم موزیکال داستان وست‌ساید بود که اولین ترانهٔ راک تحول آفرین جکسون شد.
مایکل دربارهٔ ترانهٔ «بزن به چاک» می‌گوید: «این نکته مهم است که هیچ‌کس نباید آدم کله‌شق و خشنی باشد. شما با دعوا نکردن هم، می‌توانید ثابت کنید که هنوز یک مرد هستید. شما برای این‌که ثابت کنید که یک مرد هستی، مجبور نیستی که بمیری». در تصنیف «طبیعت بشر» احساسی از ناراحتی و درون‌گرایی دیده می‌شود.
استیو هوآی همچنین اشاره کرد که ترانهٔ «تریلر»، آغازگر ابراز علاقهٔ جکسون به موضوعات فراطبیعی است. موضوعی که او در سال‌های بعد هم بارها به آن پرداخت. او در این آهنگ، از جلوه‌های صوتی سینمایی، موتیف‌های فیلم‌های وحشت و حقه‌های آوازی برای القای حس خطر در کارش استفاده کرد.

## انتشار و میزان فروش
| بررسی انتقادی  | بررسی انتقادی |
| منبع           | رتبه‌بندی      |
| -------------- | ------------- |
| آل‌میوزیک       | [ ۴۳ ]        |
| رابرت کریس‌تیگو | (الف)         |
| دیلی‌تلگراف     | (مطلوب)       |
| ملودی‌میکر      | (نامطلوب)     |
| نیویورک تایمز  | (مطلوب)       |
| کیو            | [ ۵۰ ]        |
| رولینگ استون   | [ ۱۷ ]        |
| اسلنت مگزاین   | [ ۴۲ ]        |
| استایلوس       | (مطلوب)       |

آلبوم تریلر در ۳۰ نوامبر ۱۹۸۲ (۹ آذر ۱۳۶۱) منتشر شد و در زمان اوجش، هفته‌ای ۱ میلیون نسخه از آن به فروش می‌رسید. از این آلبوم ۹-آهنگه، هفت تک‌آهنگ منتشر شد: «آن دختر برای من است» (#۲)، «بیلی جین» (#۱)، «بزن به چاک» (#۱)، «می‌خوای چیزی رو شروع کنی» (#۵)، «طبیعت بشر» (#۷)، «پی. وای. تی.» (#۱۰) و «تریلر» (#۴).
اوّلین تک‌آهنگ، ترانهٔ «آن دختر مال من است» بود که در جدول ۱۰۰ اثر برتر بیلبورد به رتبهٔ ۲ رسید اما با این وجود انتشار این ترانه به عنوان نخستین تک‌آهنگ آلبوم این باور را برای برخی به وجود آورد که تریلر آلبومی ناموفق خواهد بود. سپس ترانهٔ موفق «بیلی جین» به‌عنوان دومین تک‌آهنگ منتشر شد و توانست به رتبهٔ ۱ جدول اکثر کشورهای جهان دست یابد.
ترانهٔ شمارهٔ ۱ «بزن به چاک» هم سومین تک‌آهنگ بود و باعث ادامهٔ موفقیت آلبوم شد.
ترانهٔ «تریلر» نیز هفتمین و آخرین تک‌آهنگ منتشر شده از آلبوم بود و به رتبهٔ ۴ جدول ۱۰۰ اثر برتر بیلبورد رسید.
آلبوم تریلر در ۲۵ دسامبر ۱۹۸۲ و با رتبهٔ ۱۱ وارد جدول بیلبورد ۲۰۰ شد و تا ۱۲۲ هفته در آن جدول باقی‌ماند. این آلبوم ۸۰ هفته در بین ۱۰ اثر برتر بیلبورد ۲۰۰ بود که از این ۸۰ هفته، ۳۷ هفتهٔ متوالی در رتبهٔ ۱ بود و از این نظر تنها آلبوم -غیر موسیقی متن- است که به این رکورد رسیده‌است.
تریلر یکی از ۳ آلبوم جهانی در کل تاریخ موسیقی است که از زمان انتشارش به مدت ۱ سال تمام در بین ۱۰ اثر برتر جدول بیلبورد ۲۰۰ بود. تریلر همچنین اولین آلبوم از ۳ آلبوم جهانی در کل تاریخ است که ۷ ترانه از آن در بین ۱۰ اثر برتر جدول ۱۰۰ اثر برتر بیلبورد بود.
تریلر در سال اول انتشارش، بیش از ۲۵میلیون کپی در جهان فروش کرد و در ۷ فوریه ۱۹۸۴ (۱۸ بهمن ۱۳۶۲) به پرفروش‌ترین آلبوم جهان در طول تاریخ تبدیل شد و نامش در کتاب رکوردهای گینس ثبت شد.
این در حالی بود که پرفروش‌ترین آلبوم یک هنرمند تک‌خوان (سولو) در آن زمان، تنها ۱۲ میلیون نسخه فروش داشت.
تریلر تا به امروز اولین و تنها آلبومی است که توانسته ۲ بار (سال ۸۴–۱۹۸۳) پرفروش‌ترین آلبوم سال آمریکا باشد.
همچنین این آلبوم پرفروش‌ترین آلبوم جهان از سال ۱۹۹۱ تا ۲۰۰۳ بوده‌است.
در سال ۲۰۰۴ مشخص شد که پس از گذشت ۲۲ سال از انتشار تریلر همچنان سالیانه ۱۳۰٬۰۰۰ نسخه از آن در آمریکا به فروش می‌رسد.
هیچ آلبومی از تریلر پرفروش‌تر نبوده‌است. فروش این آلبوم تا به امروز بیش از ۱۱۰ میلیون نسخه برآورد شده و این در حالیست که آلبوم بازگشت در سیاهی اثر ای‌سی/دی‌سی که پرفروش‌ترین آلبوم بعد از تریلر است، تنها ۴۹ میلیون نسخه در جهان فروش داشته‌است.
هر چند برخی منابع فروش جهانی تریلر را تا ۶۵ میلیون نسخه برآورد می‌کنند.
تریلر همچنین پرفروش‌ترین آلبوم در تاریخ موسیقی آمریکا نیز است. در دسامبر ۲۰۱۵ انجمن صنعت ضبط موسیقی آمریکا اعلام کرد که فروش تریلر از مرز ۳۰ میلیون نسخه در آمریکا گذشته و به همین دلیل ۳۰اُمین گواهی‌نامهٔ مولتی-پلاتین خود را دریافت کرد. تریلر اولین آلبومی است که موفق به دریافت ۳۰اُمین گواهی‌نامهٔ پلاتین شده‌است.
این آلبوم در بیشتر کشورهای جهان به بالاترین رتبه‌ها رسید؛ فروش تریلر ۴٬۲ میلیون نسخه تا سال ۲۰۱۲ در انگلستان
و ۲٫۵ میلیون نسخه در ژاپن تا سال ۲۰۰۹ است. تریلر جز ۵ آلبوم پرفروش تاریخ انگلستان نیز است.
تریلر در استرالیا هم ۱۵ گواهی پلاتین برای فروش ۱۵ میلیون نسخه دریافت کرد.

## نماهنگ
از آلبوم تریلر، ۳ نماهنگ (موزیک ویدئو) با نام‌های «بیلی جین»، «بزن به چاک» و «تریلر مایکل جکسون» ساخته شد که باعث انقلابی در صنعت موسیقی شد و هنر ساخت موزیک ویدئو را تغییر داد و آن را از مجموعه‌ای از تصاویر و عکس‌ها به روایتی داستانی، به صورتی که امروز می‌بینیم تبدیل کرد.
مایکل فرم سادهٔ موزیک ویدئوها را از طریق داستان، حرکات رقص و جلوه‌های ویژه به یک فرم هنری و یک ابزار تبلیغاتی تبدیل نمود.
حقیقت این بود که مایکل و ام‌تی‌وی یکدیگر را به عظمت رساندند. هیچ‌کس تا آن زمان هرگز چنین چیزی را ندیده بود و این هرگز دوباره اتفاق نخواهد افتاد— کوئینسی جونز، تهیه‌کنندهٔ آلبوم تریلر، 
قبل از موفقیت آلبوم تریلر، مایکل جکسون و تمام سیاه پوستان، برای پخش شدن کارهایش توسط شبکهٔ تازه تأسیس ام‌تی‌وی مشکل داشت. مایکل می‌گوید: «آن‌ها صاف و پوست کنده نظرشان را گفتند. آن‌ها موسیقی مرا پخش نمی‌کردند. این قلب مرا شکست».
سپس والتر یت‌نیکاف، رئیس شرکت سی‌بی‌اس که ناشر آثار مایکل بود شبکهٔ ام‌تی‌وی را تحت فشار گذاشت و آن‌ها را تهدید کرد که در صورت پخش نکردن آثار مایکل جکسون، حق پخش آثار هنرمندان دیگر را نیز به‌ام‌تی‌وی نمی‌دهد. والتر یت‌نیکاف، رئیس سی‌بی‌اس می‌گوید: «گفتم بسیار خوب؛ من هم تمام آهنگ‌ها را از ام‌تی‌وی بیرون می‌کشم. تمامی آهنگ‌ها را. فراموششان کنید. شما هیچ چیز از سی‌بی‌اس پخش نخواهید کرد و اگر این کار را بکنم، برادران وارنر هم پیروی ما خواهند بود».
یتنیکاف در سال ۲۰۰۸ در مصاحبه‌ای با مجلهٔ ابونی گفت: «وقتی ام‌تی‌وی تازه کارش را آغاز کرده بود، خودش را به عنوان یک ایستگاه پخش موسیقی راک معرفی کرد و وقتی آهنگ‌های «بیلی جین» و «بزن به چاک» منتشر شدند، ام‌تی‌وی نمی‌خواست پخششان کند. آن‌ها عملاً گفتند: "نه.نه.نه. ما موسیقی راک پخش می‌کنیم. این آهنگ‌ها از مایکل جکسون هستند و او یک سیاه پوست است."» اما لس گارلند، مؤسس شبکهٔ ام‌تی‌وی و مبتکر شبکه‌های وی‌اچ‌وان و بکس در سال ۲۰۰۶ به مجلهٔ جت گفت که این داستان یک افسانه‌است. او می‌گوید:

هرگز در پخش آن کلیپ‌ها درنگ نکردیم. هیچ گونه دل‌آزردگی‌ای به وجود نیامد. من [بعد از تماشای بیلی جین] به باب پیتمن، دیگر مؤسس شبکهٔ ام‌تی‌وی، زنگ زدم تا به او بگویم: «من همین الان بهترین کلیپ موسیقی تمام عمرم را دیدم». و او نیز در همان روز این کلیپ را به فهرست برنامه‌های پخش، اضافه کرد. این‌که چگونه چنین افسانه‌ای در مورد این ماجرا ساخته شد، ما را متحیر کرده‌است.

قطعاً بدون وجود مایکل جکسون، ام‌تی‌وی ادامهٔ حیات نمی‌داد و بدین شکل ساخته نمی‌شد … مایکل در سال ۱۹۸۲ ساخت ویدیو برای آلبوم تریلر را آغاز کرد و آن زمان ام‌تی‌وی تنها ۳ ماه با ورشکستگی و از بین رفتن فاصله داشت.— راب تاننبام، نویسندهٔ کتاب «من ام‌تی‌وی خودم را می‌خواهم»، 
اما یتنیکاف، رئیس سی‌بی‌اس گفت که این جریان را به خوبی به یاد دارد و ام‌تی‌وی هیچ علاقه‌ای به پخش موزیک ویدئوها نداشت.
بعد از این اتفاقات، همکاری طولانی مدت بین جکسون و ام‌تی‌وی آغاز شد. از آن پس بود که هنرمندان سیاه‌پوست اعتبار پیدا کردند
و ام‌تی‌وی هم نژادپرستی را کنار گذاشت.
محبوبیت ۳ موزیک ویدئوی آلبوم تریلر باعث «روی نقشه» قرار گرفتن کانال تازه تأسیس ام‌تی‌وی شد. ام‌تی‌وی هم که بیشتر ترانه‌های راک را پخش می‌کرد، تمرکز برنامه‌هایش را به نفع موسیقی پاپ و آر اند بی تغییر داد.

### نماهنگ بیلی جین

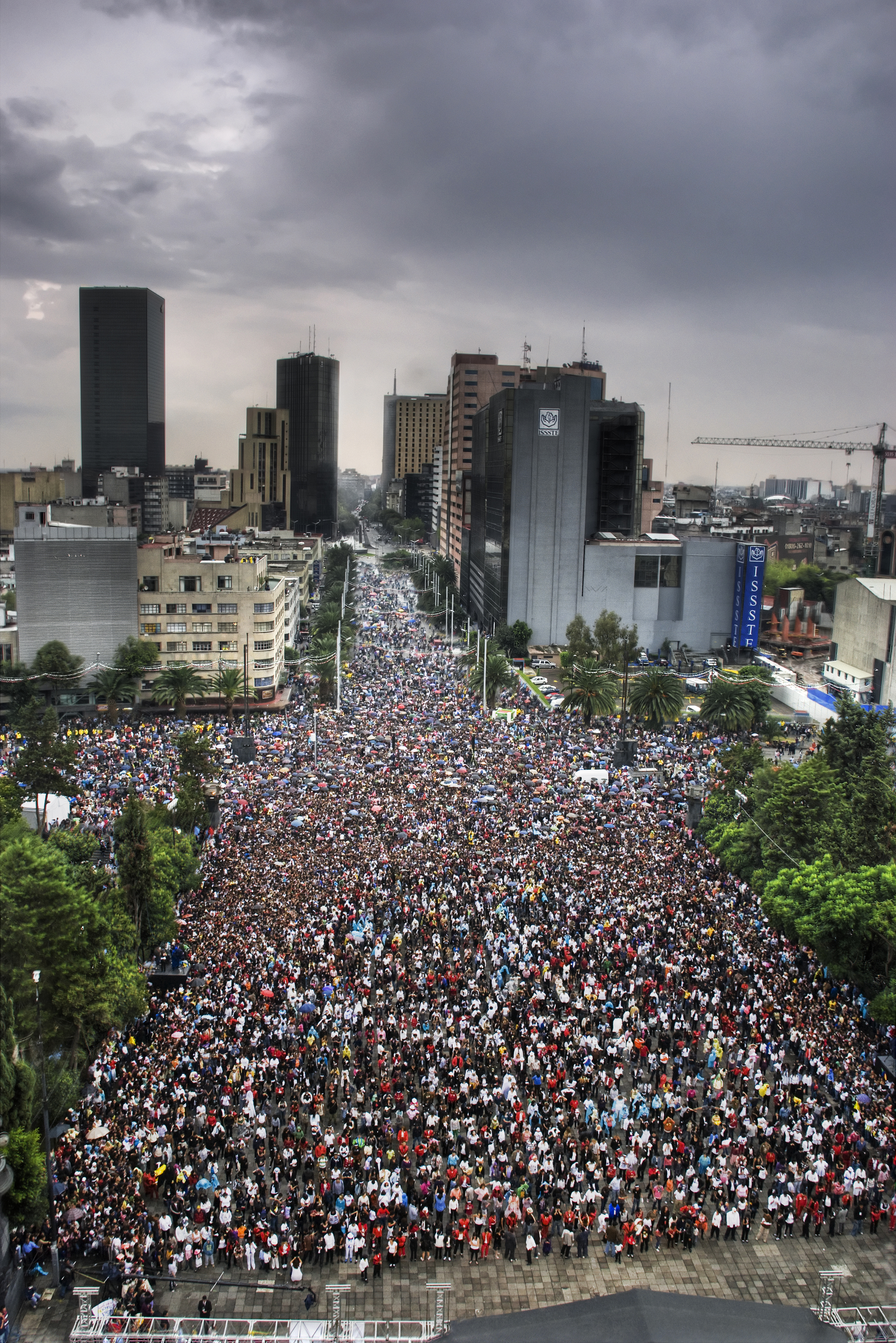
رقص دسته‌جمعی مردم در مکزیکو سیتی. این رقص به عنوان «بزرگ‌ترین رقص دسته‌جمعی جهان» در کتاب گینس ثبت شده‌است. ۱۳٬۹۵۷ نفر در این واقعه به بازسازی رقص تریلر مایکل جکسون در روز تولدش می‌پردازند. در این رقص، تنها کسانی که لباس مردگان و مخصوص نماهنگ تریلر را پوشیده بودند جزو رقصندگان به حساب می‌آمدند و بقیهٔ مردم، که بالغ بر ۵۰٬۰۰۰ نفر بودند، شمارش نشدند.

ویدئوی «بیلی جین» در ۲ مارس ۱۹۸۳ (‎۱۱ اسفند ۱۳۶۱) منتشر شد و اوّلین ویدئو کلیپ تاریخ موسیقی بود که در آن، برای اولین بار، به جای نمایش مجموعه‌ای از تصاویر و عکس‌ها، داستانی همانند فیلم‌های سینمایی نمایش داده می‌شد. این موزیک ویدئو نه تنها شبکهٔ تازه‌تأسیس و ناشناختهٔ ام‌تی‌وی - که امروزه یکی از قدرتمندترین شبکه‌های موسیقی‌ست - را به شهرت رساند، بلکه راه را برای پخش آثار هنرمندان رنگین‌پوست، در شبکه‌های موسیقی هموار کرد. مایکل در این موزیک ویدئو، یک کت و شلوار مشکی چرمی به‌همراه پاپیون و پیراهنی صورتی به تن دارد. این مدل لباس، به‌سرعت مورد تقلید تعداد زیادی از نوجوانان آمریکاییِ آن زمان قرار گرفت. تقلید دانش‌آموزان آمریکایی از این لباس مایکل به‌قدری گسترده شد که مدیران بعضی مدارس استفاده از این لباس و همچنین دستکش تکیِ سفید را منع کردند.

### نماهنگ بزن به چاک
ویدئو کلیپ «بزن به چاک» دوّمین ویدئوی منتشر شده از آلبوم بود.

هدف کلیپ «بزن به چاک»، منع جوانان سیاه‌پوست و سفیدپوست از جنگ‌های خیابانی بود و هزینهٔ ساخت آن ۱۵۰ هزار دلار برآورد شد. مجموعه رقص‌های این نماهنگ، بارها و بارها توسط هنرمندان دیگر کپی و تقلید شده‌است. پس از انتشار ویدئوی «بزن به چاک»، مردم از کشورهای گوناگون، به بازسازی گروهی رقص معروف آخر این ویدئو در مکان‌های عمومی همانند خیابان‌ها و مراکز خرید پرداخته‌اند که تا به امروز نیز ادامه دارد. این ویدئو و همین‌طور ترانه‌اش، تأثیر بسیاری بر مردم آمریکا داشت.
ژاکتی که مایکل در این موزیک ویدئو به تن داشت، به یکی از پرطرفدارترین لباس‌ها تبدیل شد؛ به‌طوری‌که مری جی. بلایژ، هنرمند سیاه‌پوست آمریکایی و یکی از خوانندگان محبوب موسیقی سول، می‌گوید: «من فکر نمی‌کنم که شما توی خیابان راه برید و یک بچه رو پیدا کنی که این ژاکت رو نداشته باشه». بیانسه، موفق‌ترین خوانندهٔ زن دههٔ ۲۰۰۰ نیز می‌گوید: «من هم یکی از این ژاکت رو دارم. هر کسی این ژاکت رو داره».

### نماهنگ تریلر
موزیک ویدئوی ۱۴ دقیقه‌ای «تریلر مایکل جکسون» در ۲ دسامبر ۱۹۸۳ (۱۲ آذر ۱۳۶۲) منتشر شد. این ویدئو با بودجهٔ تخمینی بین ۶۰۰ هزار تا ۱ میلیون دلار، پرهزینه‌ترین موزیک ویدئوی جهان در آن زمان بود. این در حالی بود که در آن زمان به موزیک ویدئوها اهمیتی داده نمی‌شد و گران‌ترین موزیک ویدئویی که ساخته می‌شد، حداکثر بودجه‌ای ۲۵ هزار دلاری داشت.
انتشار ویدئوی «تریلر» با اعتراض افراد مذهبی و بزرگان فرقهٔ شاهدان یهوه (فرقه‌ای از دین مسیحیت) همراه بود. آن‌ها معتقد بودند که این ویدئو به دلیل زنده شدن مردگان از درون خاک جنبه‌ای ضد دینی دارد. مایکل از زمان کودکی و توسط مادرش طبق عقاید این دین بزرگ شده بود. این اعتراض‌ها تا جایی گسترش یافت که مایکل تصمیم گرفت که ویدئوی تریلر را منتشر نکند و تمام نوارهای فیلم‌برداری را نیز از بین ببرد. او به مدیر برنامه‌هایش، جان برانکا، گفت که نوارها را خراب کند. اما برانکا این کار را نکرد و روز بعد مایکل را متقاعد کرد که ویدئوی تریلر را از بین نبرد. برانکا پیشنهاد داد تا به جای خراب کردن ویدئو، پیامی را به اول این ویدئو اضافه کند مبنی بر این که: «وی در عمل هیچ اعتقادی به صحنه‌های نمایش داده شده در این ویدیو نداشته و این فقط یک نمایش است».
انتشار «تریلر مایکل جکسون» نقطهٔ عطفی در صنعت موسیقی بود و انقلابی در آن ایجاد کرد. «تریلر مایکل جکسون» باعث افزایش اهمیت موزیک ویدئوها شد به همین دلیل از آن به عنوان «بهترین موزیک ویدئو برای همیشه» یاد می‌شود.
محبوبیت این ویدئوی ۱۴ دقیقه‌ای در بین مردم به حدی بود که شبکهٔ ام‌تی‌وی به خاطر تقاضای بینندگان، آن را در هر ساعت ۲ بار پخش می‌کرد.
مایکل پس از انتشار کلیپ، پشت صحنهٔ آن را با نام «ساخت تریلر مایکل جکسون» منتشر کرد. این مستند در کمتر از چهار ماه، ۳۵۰٫۰۰۰ کپی فروش کرد. قیمت هر نسخه از این مستند ۲۹٫۹۹ دلار بود. «ساخت تریلر» تبدیل به پرفروش‌ترین فیلم مستند و همین‌طور موزیکالی جهان شد و بعدها این رکورد توسط خود مایکل با فیلم موزیکال «مون‌واکر» شکسته شد. (در حال حاضر فیلم «این است مایکل جکسون» با فروش ۲۶۱ میلیون دلار، پرفروش‌ترین فیلم مستند، موزیکال و کنسرتی جهان می‌باشد.)

ژاکت تریلر از معروف‌ترین و پرفروش‌ترین لباس‌های جهان است.

برخلاف موزیک ویدئوی «بزن به چاک»، سبک و نوع رقص‌های جکسون در «ویدئوی تریلر» تا حد زیادی منحصر به خود مایکل باقی‌ماند.
رقص‌های جکسون در ویدئوی تریلر (در ایران معروف به رقص مردگان) قسمتی از فرهنگ مردم جهان است به‌طوری‌که باعث به وجود آمدن نمایش‌های جهانی همچون «جهان را بلرزان» شد. همچنین مردم با ملیت‌های مختلف از همه جا از فیلم‌های هندی گرفته تا زندان‌های فیلیپین به بازسازی این رقص‌ها می‌پردازند.
چیزی که من می‌دونم؛ اینه که همهٔ [مردم] ژاکت تریلر رو دارن. به من نگید که ندارینش. دارین دروغ می‌گید اگه بگید ندارین چون خودم هم یکیشو دارم.— ایکان، خواننده و تهیه‌کننده، 
لباس قرمزی که مایکل در این موزیک ویدئو به تن کرد، به «جذاب‌ترین و داغ‌ترین کت اواسط دههٔ ۸۰ میلادی» تبدیل شد و به‌طور گستره‌ای مورد تقلید قرار گرفت. این کت یکی از معروف‌ترین آثار فرهنگ عامه است.
ژاکت تریلر در ژوئن ۲۰۱۱ (تیر ۱۳۹۰) به قیمت یک میلیون و هشتصد هزار دلار (با محاسبه سه‌هزار و سیصد تومان برای هر دلار، تقریباً ۶ میلیارد تومان) در خانهٔ حراج جولین به فروش رفت. این در حالی بود که صاحب‌نظران و منتقدان قیمت فروش را بین ۲۰۰ تا ۴۰۰ هزار دلار تخمین زده بودند. خریدار این ژاکت شرح داد: «این کت، گران‌ترین لباس یادگاری راک اند رول است».
این موزیک ویدئو در سال ۲۰۰۶ از سوی کتاب رکوردهای جهانی گینس، عنوان موفق‌ترین موزیک ویدئوی جهان را دریافت کرد و در سال ۲۰۰۹ توسط کتابخانهٔ کنگرهٔ آمریکا، تحت عنوان‌های اثر فرهنگی و تاریخی ماندگار و مشهورترین نماهنگ جهان به فهرست گنجینهٔ ملی فیلم آمریکا اضافه شد. موزیک ویدئوی «تریلر مایکل جکسون» در این فهرست، اولین و تنها موزیک ویدئوی انتخاب شده‌است؛ زیرا در این فهرست تنها برترین فیلم‌های سینمایی‌ای که تأثیر قابل توجهی بر فرهنگ عامه می‌گذارند قرار می‌گیرند. کتابخانهٔ کنگره، انتشار این موزیک ویدئو را لحظه‌ای انقلابی در صنعت موسیقی دانسته‌است.
این کلیپ توسط شبکهٔ ام‌تی‌وی نیز «عظیم‌ترین ویدئو کلیپ» نام‌گذاری شد.

## تأثیر آلبوم تریلر بر صنعت موسیقی جهان

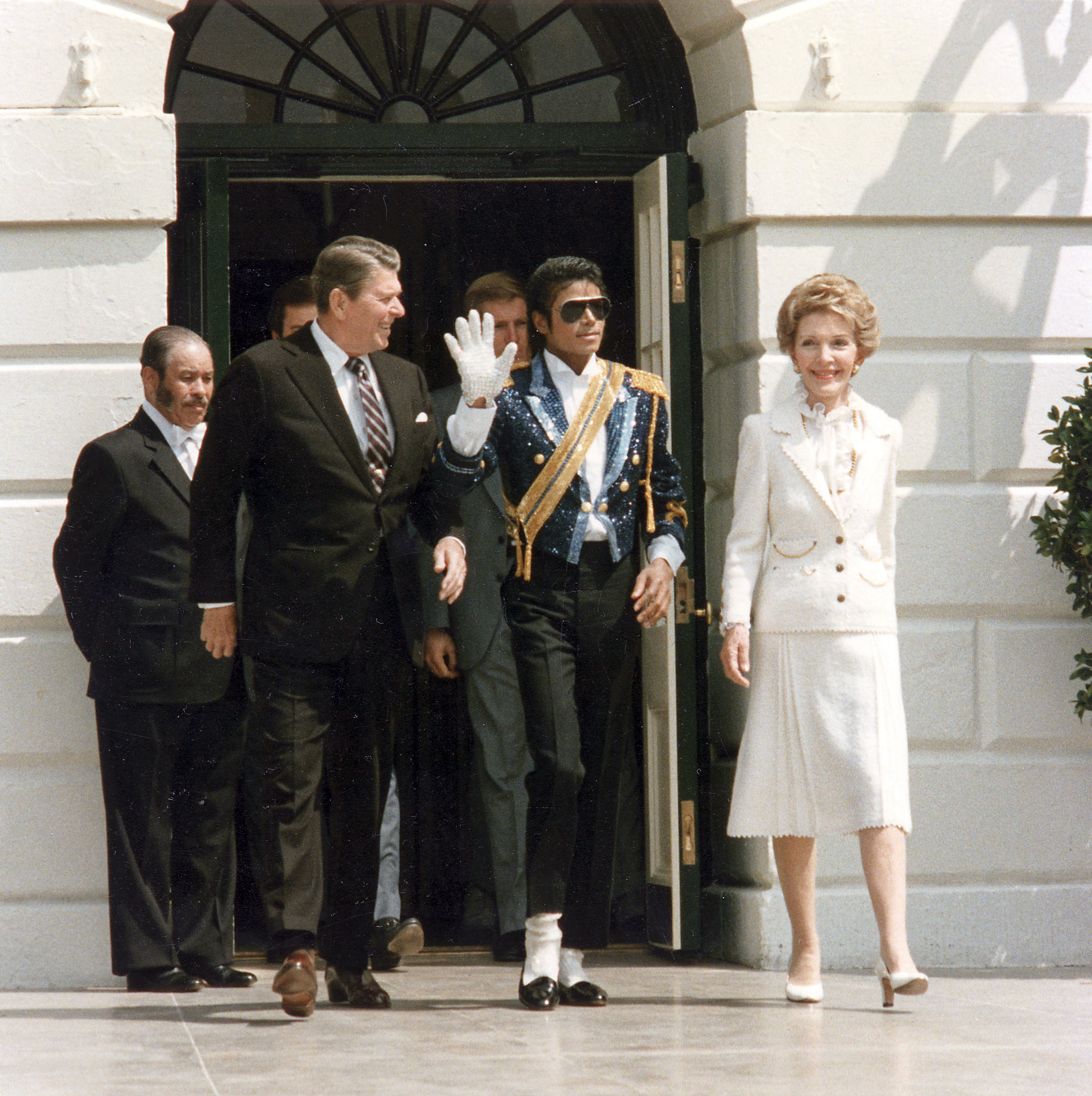
در ۱۴ مه ۱۹۸۴، جکسون ۲۶ ساله به کاخ سفید دعوت شد تا جایزه‌ای را از دستان رونالد ریگان، رئیس‌جمهور وقت آمریکا دریافت کند. این جایزه برای قدردانی از حمایت‌های جکسون از حرکت‌های خیریه علیه اعتیاد به الکل و مواد مخدر به او داده شد. مایکل از ترانهٔ «بزن به چاک» برای این اقدامات استفاده کرد. بازدید مایکل از کاخ سفید، هیجان‌انگیزترین اتفاق این کاخ، بعد از آزادی گروگان‌های سفارت آمریکا از ایران در تاریخ ۲۰ ژانویه ۱۹۸۱ بود.

گیل فریسن، رئیس کمپانی «آی‌اَنداِم» می‌گوید: «کل صنعت موسیقی از موفقیت تریلر بهره برد».
جکسون با تریلر، صنعت موسیقی را از لحاظ هنری، تجاری و درآمدزایی متحول نمود. در زمان انتشار آلبوم تریلر، خوانندگان و مردم بیشتر به تک‌آهنگ‌ها اهمیت می‌دادند اما تریلر باعث افزایش اهمیت آلبوم‌های موسیقی شد. او ثابت کرد که تمام تک‌آهنگ‌های یک آلبوم می‌تواند موفق باشد. شبکهٔ تلویزیونی وی‌اچ‌وان این اتفاق را این‌گونه توضیح می‌دهد: «در بازاری که در آن تک‌آهنگ‌ها جولان می‌دادند؛ تریلر اهمیت و توجه را نسبت به آلبوم‌ها بالا برد. در عین حال، پرفروش شدن چندین تک‌آهنگ از این آلبوم، تصوری را که در مورد تعداد تک‌آهنگ‌های موفق یک آلبوم رواج داشت، تغییر داد».
روزنامهٔ تایم می‌گوید: «موج تریلر بهترین سال‌ها را از زمان اوایل سال ۱۹۷۸ برای صنعت موسیقی از نظر تجاری به ارمغان آورد؛ زمانی که صنعت موسیقی درآمد کلی معادل ۴٫۱ میلیارد دلار داشت».
نیویورک تایمز تأثیر تریلر را همانند بازگشت اعتماد به نفس به روح صنعتی که، توسط «ویرانه‌های جنبش پانک و سبک فرمالیتهٔ پاپ کامپیوتری» محدود شده بود، توصیف کرد و تأثیر جکسون را تنها ۱ سال پس از انتشار تریلر این گونه بیان کرد: «ستارهٔ آثار ضبط شده، رادیو و ویدئوهای راک. گروه نجاتی تک‌نفره برای صنعت موسیقی. آهنگسازی که بنیان موسیقی را برای یک دهه دگرگون می‌کند. رقصنده‌ای با گرانقدرترین پاها در مسیر و خواننده‌ای که فراتر از هر سلیقه، سبک و همچنین تعصب نژادی پیش می‌رود».
نیویورک تایمز مایکل را در سن ۲۵ سالگی، «پدیده‌ای در عرصهٔ موسیقی» خواند و گفت: «در دنیای موسیقی پاپ، مایکل جکسون یک طرف و بقیه در طرف دیگر هستند».
تنها چندی پس از انتشار آلبوم، روزنامهٔ نیویورک تایمز نوشت: «جکسون بزرگ‌ترین پدیده از زمان بیتلزها است. او محبوب‌ترین پدیده پس از الویس پریسلی است و شاید محبوب‌ترین هنرمند سیاه‌پوست برای همیشه باقی بماند». مایکل چندی بعد به موفق‌ترین و محبوب‌ترین هنرمند و سرگرمی‌ساز جهان در تمام دوره‌ها تبدیل شد. همچنین بسیاری از صاحب‌نظران موسیقی همانند بری گوردی، مؤسس شرکت موتاون رکوردز از او به عنوان «بزرگ‌ترین و عظیم‌ترین سرگرمی‌ساز و صحنه‌گردان جهان در کل تاریخ» یاد می‌کنند.

## انتشارهای دوباره

### ویرایش خاص
آلبوم تریلر در ۱۶ اکتبر ۲۰۰۱ (‎۲۴ مهر ۱۳۸۰) با نام «تریلر: ویرایش خاص» مجدد منتشر شد. در این ویرایش، علاوه‌بر ترانه‌های اصلی، ترانه‌های «کسی در تاریکی» ، «چرخ و فلک» ، دموی خانگی ترانهٔ «بیلی جین» و همچنین مصاحبه‌های صوتی با کوئینسی جونز و راد تمپرتون پیرامون ضبط، به آلبوم اضافه شد.
شرکت سونی برای میکس و مهندسی این آلبوم فردی با نام میک گوزاشی را استخدام کرد
تا به مایکل در تبدیل کردن صدای آلبوم تریلر به «۵٫۱ — کانال دالبی ساراند» و ضبط آن بر سوپر سی‌دی کمک کند اما با وجود این‌که تلاش‌های بسیاری انجام شد، مایکل از هیچ‌کدام از میکس‌ها خوشش نیامد و آن‌ها را قبول نکرد.
به همین دلیل تریلر: ویرایش خاص بر روی سی‌دی‌های «اس‌ای‌سی‌دی» و تنها به صورت استریو منتشر شد.

### تریلر ۲۵
به مناسبت بیست‌وپنجمین سالگرد انتشار آلبوم تریلر، آلبوم تریلر ۲۵ در ۸ فوریه ۲۰۰۸ (۱۹ بهمن ۱۳۸۶ ه‍.ش)
با همکاری ویل.آی.ام، کانیه وست، ایکان و فرگی منتشر شد. مایکل در این آلبوم تولیدکنندهٔ اصلی بود.
این آلبوم به ۳ صورت منتشر شد: سی‌دی، usb و صفحه‌های گرامافون. در تریلر ۲۵ علاوه بر ۹ ترانهٔ اصلی، ۷ تراک جدید نیز قرار گرفته بود: ترانهٔ جدید «برای تمام دوران‌ها» ، دکلمه‌ای از وینسنت پرایس و ۵ ریمیکس جدید از ترانه‌های قبلی آلبوم.
تریلر ۲۵ دارای یک عدد دی‌وی‌دی نیز است که شامل ۳ موزیک ویدئو و اجرای ترانهٔ «بیلی جین» در ویژه‌برنامهٔ موتاون ۲۵ می‌باشد.
تریلر ۲۵ به سرعت به یک موفقیت تجاری بزرگ تبدیل شد به‌طوری‌که در ۱۲ هفتهٔ نخست انتشار، ۳ میلیون نسخه از آن در جهان به فروش رسید.
این آلبوم در اروپا و ۸ کشور دیگر شماره ۱ شد. تریلر ۲۵ در آمریکا به رتبهٔ ۲، در انگلستان به رتبهٔ ۳ و در بیش از ۳۰ جدول بین‌المللی در بین ۱۰ اثر برتر بود. همچنین در ۱۱ کشور از جمله انگلستان، فرانسه و هلند، گواهی‌نامهٔ طلا گرفت.
تریلر ۲۵ با فروش ۱۶۶ هزار نسخه، دومین آلبوم پرفروش در هفتهٔ انتشارش بود و تنها ۱۴ هزار نسخه با اولین آلبوم پرفروش هفته فاصله داشت. (پرفروش‌ترین آلبوم آن هفته آلبوم استودیویی جدیدی بود، اما «تریلر ۲۵» آلبومی دوباره منتشر شده بود)
تریلر ۲۵ به دلیل اینکه یک آلبوم چاپ مجدد بود، نتوانست به جدول بیلبورد ۲۰۰ راه پیدا کند اما توانست در جدول برترین آلبوم‌های کاتالوگ بیلبورد برای ۱۰ هفتهٔ متوالی در رتبهٔ ۱ بماند
که این رتبه از سال ۱۹۹۶ و برای ۱۲ سال بی‌سابقه بود.

## پس از مرگ جکسون
بعد از مرگ مایکل جکسون در ۴ تیر ۱۳۸۸، آلبوم تریلر، رکوردهای جدیدی ثبت کرد. در ۵ روز اول مرگ مایکل، از آلبوم تریلر بیش از ۱۰۰ هزار نسخه فروش رفت و آلبوم توانست در رتبهٔ ۲ جدول برترین آلبوم‌های کاتولوگ بیلبورد قرار بگیرد. فروش ترانه‌های این آلبوم در ۵ روز اول مرگ مایکل از طریق اینترنت نیز او را به اولین شخصی تبدیل کرد که در عرض یک هفته، ۱ میلیون نسخه از ترانه‌هایش در اینترنت به فروش رفت. آلبوم تریلر با فروش ۱٬۲۷۰٬۰۰۰ نسخه در آمریکا، ۱۴مین آلبوم پرفروش سال ۲۰۰۹ آمریکا بوده‌است.

## میراث
دستاوردهای مایکل، نتیجهٔ ۲۱ سال تلاش مداوم، سخت‌کوشی، کار بی‌وقفه و استعداد رشد یابنده است. موفقیت شما یک رؤیای آمریکایی محقق شده‌است.— رونالد ریگان در کاخ سفید. ۱۹۸۴، 
امروز حدود ۴ دهه است که از انتشار آلبوم تریلر می‌گذرد اما همچنان در بالاترین درجه از محبوبیت قرار دارد.
موفقیت این آلبوم برای فردی سیاه‌پوست در آن دوره، بی‌نظیر بود. آلبوم تریلر باعث شد تا هنرمندان آمریکایی آفریقایی‌تبار همانند پرینس به موفقیت برسند.
روزنامه‌نگار و زندگی‌نامه‌نویس، نلسون جرج می‌گوید: «تریلر برای هنرمندان بی‌شماری از جمله: آشر، جاستین تیمبرلیک و آر. کلی همانند کتابی آموزشی بود که توانست آن‌ها را آموزش دهد و فرهیخته کند».
در مارس ۱۹۸۴، پس از موفقیت‌های پی‌درپی آلبوم تریلر، رونالد ریگان، رئیس جمهور وقت ایالات متحده، در پیامی به مایکل نوشت: «اعتقاد شما به خدا و تبعیت شما از ارزش‌های سنتی، الهام‌گر همهٔ ماست. از زمان آهنگ «می‌خواهم برگردی» هوادران بی‌شماری به‌دست‌آوردی که من و نانسی هم جزء آن‌ها هستیم. به ساخت آثار خوب ادامه بده؛ و ما خیلی برایت خوشحال هستیم.»
پس از ۲۳ گذشت از انتشار آلبوم، در سال ۲۰۰۳ توسط مجلهٔ رولینگ استون رتبهٔ بیستم جدول «۵۰۰ آلبوم عظیم تمام دوران‌ها» را دریافت کرد.
در سال ۲۰۰۹ شبکهٔ وی‌اچ‌وان و ام‌تی‌وی نظرسنجی‌ای انجام دادند که در آن نظر دهندگان باید «عظیم‌ترین آلبوم موسیقی از زمان تأسیس شبکهٔ ام‌تی‌وی در سال ۱۹۸۱» را انتخاب می‌کردند؛ تریلر از بین ۳۰۰ آلبوم نامزد شده، برنده شد. در این نظرسنجی ۴۰ هزار نفر از مردم شرکت کردند و آلبوم تریلر بیش از ۳۳ درصد از کل رأی‌ها را به دست آورد.
نام تریلر در سال ۲۰۰۸ و ۲۵ سال بعد از انتشارش، به تالار مشاهیر گرمی راه یافت و چند هفته بعد از آن، توسط کتابخانهٔ کنگرهٔ آمریکا، تحت عنوان «اثر برجستهٔ فرهنگی و تاریخی ماندگار» به فهرست گنجینهٔ ملی ضبط اضافه شد.

## جوایز

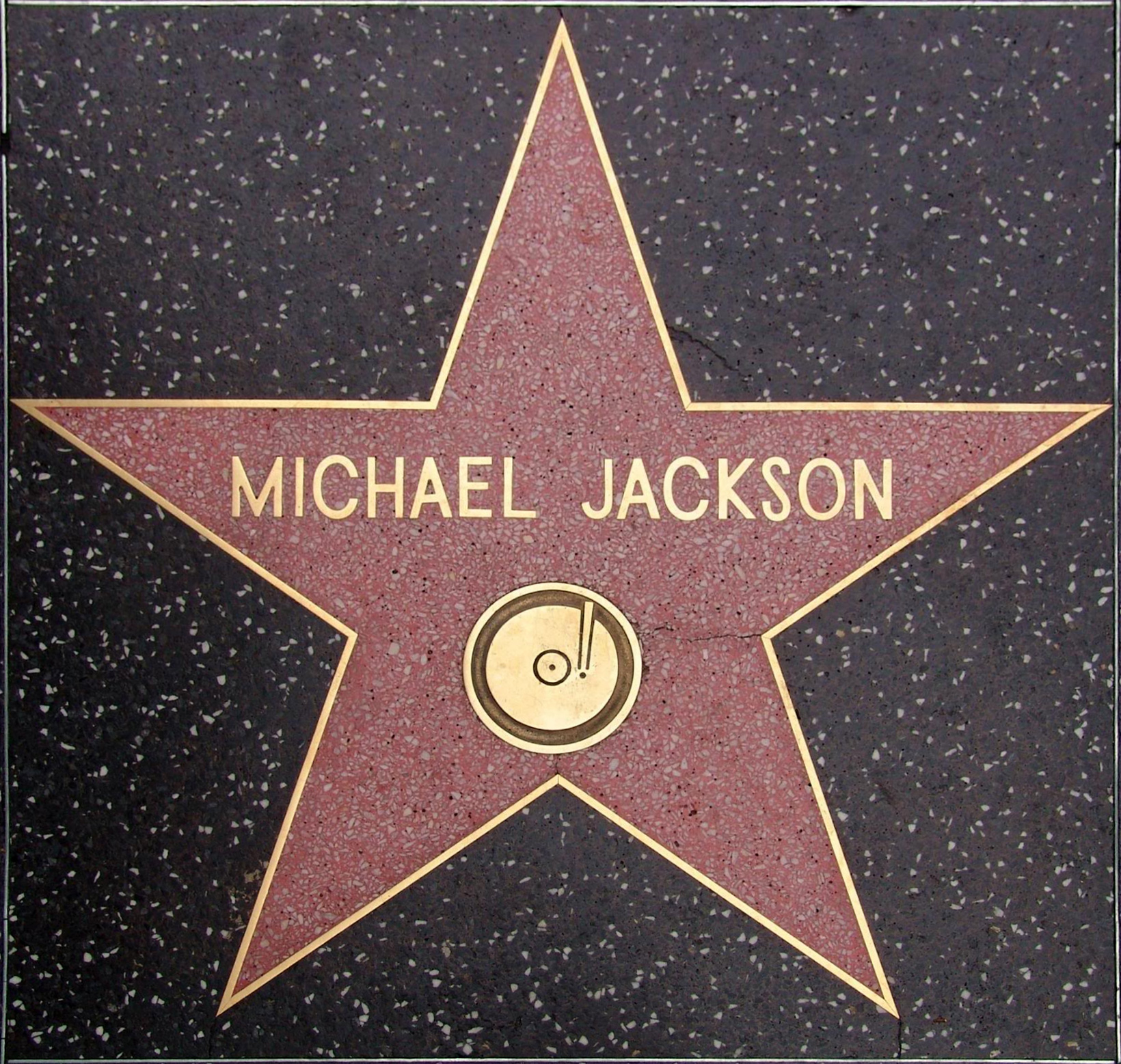
در سال ۱۹۸۴ و ۲ سال بعد از انتشار تریلر، دومین ستارهٔ مایکل جکسون در پیاده‌روی شهرت هالیوود ثبت می‌شود. او اولین هنرمندی بود که در این پیاده‌رو، دو ستاره در یک رده (موسیقی) داشت. علاوه بر مایکل، تنها ۵ هنرمند موسیقی دیگر توانسته‌اند تا به امروز ۲ ستاره ثبت کنند.

مایکل جکسون نامزدی‌های بی‌شماری برای آلبوم تریلر دریافت نمود که تعداد بسیار زیادی از آن‌ها را برنده شد. بخشی از مهم‌ترین این جوایز در جدول‌های زیر آمده‌است. (جدول‌های زیر تنها به تعداد جوایز برده شده می‌پردازد و تعداد نامزدی‌ها در آن ذکر نشده‌است)
کتاب رکوردهای جهانی گینس
کتاب رکوردهای گینس نام کتابی است که سالیانه منتشر می‌شود. در این کتاب تمام رکوردهای جهان (رکوردهایی به دست انسان‌ها یا در طبیعت) وجود دارد.
مایکل جکسون با ۳۹ رکورد، بیشتر از هر هنرمند دیگری رکورد در این کتاب ثبت کرده‌است.
| سال  | نامزدی / اثر           | جایزه                                                               | نتیجه  |
| ---- | ---------------------- | ------------------------------------------------------------------- | ------ |
| ۱۹۸۴ | تریلر                  | پرفروش‌ترین آلبوم موسیقی تمام دوران‌ها                                | ثبت شد |
| ۲۰۰۲ | تریلر مایکل جکسون      | پرفروش‌ترین موزیک ویدئوی جهان                                        | ثبت شد |
| ۲۰۰۶ | تریلر مایکل جکسون      | موفق‌ترین موزیک ویدئوی جهان                                          | ثبت شد |
| ۲۰۰۶ | تریلر                  | بیشترین زمان بودن یک آلبوم در رتبهٔ ۱ جداول موسیقی آمریکا            | ثبت شد |
| ۲۰۰۹ | «تریلر»                | بزرگ‌ترین رقص گروهی برای آهنگ یک آلبوم با حدود ۱۴ هزار نفر شرکت‌کننده | ثبت شد |
| ۲۰۱۱ | ژاکت تریلر مایکل جکسون | گران‌قیمت‌ترین ژاکت فروش رفته در یک حراجی                             | ثبت شد |

مجله جهانی گیتار
| سال  | نامزدی / اثر | جایزه                                  | نتیجه  |
| ---- | ------------ | -------------------------------------- | ------ |
| ۱۹۸۴ | «بزن به چاک» | بزرگ‌ترین تک‌نوازی گیتار در تمام دوران‌ها | ثبت شد |

جایزه گرمی
در سال ۱۹۸۴ (۱۳۶۳ ه‍.ش) مایکل جکسون رکورد «دریافت بیشترین تعداد جایزهٔ گرمی در یک شب» را با دریافت ۸ گرمی از آن خود کرد که ۷ عدد از آن برای آلبوم تریلر بود. این تعداد جایزه، برای اولین بار بود که در طول یک سال توسط یک نفر به دست می‌آمد. اما در ۲۳ فوریه ۲۰۰۰، آلبوم فراطبیعی از گروه سانتانا برندهٔ ۸ جایزهٔ گرمی شد و رکورد «دریافت بیشترین تعداد جایزهٔ گرمی در یک شب» که برای ۱۷ سال پیاپی به مایکل جکسون تعلق داشت بین سانتانا و جکسون تقسیم شد.
در سال ۱۹۸۵ نیز جایزهٔ «بهترین موزیک ویدئوی فرم طولانی» را برای «ساخت تریلر مایکل جکسون» برنده شد.
بروس سوئدن نیز یک جایزه برای «مهندسی ضبط آلبوم» برد.
آلبوم تریلر در مجموع به همراه ترانه‌ها و موزیک ویدئوهایش، ۹ جایزهٔ گرمی برده‌است.
| سال  | نامزدی / اثر               | جایزه                                     | نتیجه |
| ---- | -------------------------- | ----------------------------------------- | ----- |
| ۱۹۸۴ | تریلر                      | آلبوم سال                                 | پیروز |
| ۱۹۸۴ | «بزن به چاک»               | ضبط سال                                   | پیروز |
| ۱۹۸۴ | مایکل جکسون و کوئینسی جونز | تهیه‌کنندهٔ سال                             | پیروز |
| ۱۹۸۴ | «بیلی جین»                 | بهترین ترانهٔ سبک آر اند بی                | پیروز |
| ۱۹۸۴ | «تریلر»                    | بهترین اجرای خوانندهٔ مرد در سبک پاپ       | پیروز |
| ۱۹۸۴ | «بیلی جین»                 | بهترین اجرای خوانندهٔ مرد در سبک آر اند بی | پیروز |
| ۱۹۸۴ | «بزن به چاک»               | بهترین اجرای خوانندهٔ مرد در سبک راک       | پیروز |
| ۱۹۸۴ | بروس سوئدن                 | بهترین مهندس ضبط (غیر کلاسیک)             | پیروز |
| ۱۹۸۵ | ساخت تریلر مایکل جکسون     | بهترین موزیک ویدئوی فرم طولانی            | پیروز |

تالار مشاهیر گرمی
| سال  | نامزدی / اثر | جایزه             | نتیجه    |
| ---- | ------------ | ----------------- | -------- |
| ۲۰۰۸ | تریلر        | تالار مشاهیر گرمی | اضافه شد |

جوایز موزیک ویدئوی ام‌تی‌وی
در سال ۱۹۸۴ مایکل ۳ جایزهٔ مراسم جوایز موزیک ویدئوی MTV را برد.
| سال  | نامزدی / اثر        | جایزه                    | نتیجه |
| ---- | ------------------- | ------------------------ | ----- |
| ۱۹۸۴ | «تریلر مایکل جکسون» | بهترین اجرای کلی ویدئویی | پیروز |
| ۱۹۸۴ | تریلر               | بهترین طراحی رقص         | پیروز |
| ۱۹۸۴ | تریلر               | جایزهٔ انتخاب بینندگان    | پیروز |

جوایز موسیقی آمریکا
در سال ۱۹۸۴ مایکل ۸ جایزهٔ جوایز موسیقی آمریکا را برد.
| سال  | نامزدی / اثر | جایزه                              | نتیجه |
| ---- | ------------ | ---------------------------------- | ----- |
| ۱۹۸۴ |              | جایزهٔ شایستگی                      | پیروز |
| ۱۹۸۴ |              | هنرمند برگزیدهٔ مرد (راک/پاپ)       | پیروز |
| ۱۹۸۴ |              | هنرمند برگزیدهٔ مرد (سول/آر اند بی) | پیروز |
| ۱۹۸۴ | تریلر        | آلبوم برگزیده (راک/پاپ)            | پیروز |
| ۱۹۸۴ | تریلر        | آلبوم برگزیده (سول/آر اند بی)      | پیروز |
| ۱۹۸۴ | «بیلی جین»   | تک‌آهنگ برگزیده (راک/پاپ)           | پیروز |
| ۱۹۸۴ | «بزن به چاک» | ویدئوی برگزیده (راک/پاپ)           | پیروز |
| ۱۹۸۴ | «بزن به چاک» | ویدئوی برگزیده (سول/آر اند بی)     | پیروز |

جوایز ویدئوی آمریکا
در سال ۱۹۸۴ (۱۳۶۳ ه‍.ش)، جکسون ۲ جایزهٔ مراسم جوایز ویدئوی آمریکا را برنده شد.
| سال  | نامزدی / اثر      | جایزه                    | نتیجه |
| ---- | ----------------- | ------------------------ | ----- |
| ۱۹۸۴ | تریلر مایکل جکسون | بهترین ویدئوی فرم طولانی | پیروز |
| ۱۹۸۴ | تریلر مایکل جکسون | بهترین ویدئوی خانگی      | پیروز |

جایزه بریت
| سال  | نامزدی / اثر | جایزه                  | نتیجه |
| ---- | ------------ | ---------------------- | ----- |
| ۱۹۸۴ | تریلر        | بهترین آلبوم بین‌المللی | پیروز |

جایزه موسیقی جهان
| سال  | نامزدی / اثر | جایزه                       | نتیجه |
| ---- | ------------ | --------------------------- | ----- |
| ۱۹۹۶ | تریلر        | پرفروش‌ترین ضبط تمام دوران‌ها | پیروز |

## فهرست ترانه‌ها
| شماره | نام                                          | نویسنده(ها)                | مدت  |
| ----- | -------------------------------------------- | -------------------------- | ---- |
| ۱.    | «می‌خوای چیزی رو شروع کنی»                    | مایکل جکسون                | ۶:۰۲ |
| ۲.    | «عزیزم مال من باش»                           | راد تمپرتون                | ۴:۲۰ |
| ۳.    | «آن دختر برای من است» (به همراه پل مک‌کارتنی) | مایکل جکسون                | ۳:۴۲ |
| ۴.    | «تریلر» (دکلمهٔ متن وینسنت پرایس)             | راد تمپرتون                | ۵:۵۷ |
| ۵.    | «بزن به چاک» (تک‌نوازی گیتار ادی ون هیلن)     | مایکل جکسون                | ۴:۱۹ |
| ۶.    | «بیلی جین»                                   | مایکل جکسون                | ۴:۵۴ |
| ۷.    | «طبیعت بشر»                                  | استیو پورکارو، جان بتیس    | ۴:۰۵ |
| ۸.    | «پی. وای. تی.»                               | جیمز اینگرام، کوئینسی جونز | ۳:۵۸ |
| ۹.    | «بانویی در زندگیم»                           | راد تمپرتون                | ۴:۵۹ |

| ویرایش خاص سال ۲۰۰۱ | ویرایش خاص سال ۲۰۰۱                   | ویرایش خاص سال ۲۰۰۱                  | ویرایش خاص سال ۲۰۰۱ |
| شماره               | نام                                   | نویسنده(ها)                          | مدت                 |
| ------------------- | ------------------------------------- | ------------------------------------ | ------------------- |
| ۱۰.                 | «مصاحبهٔ کوئینسی جونز ۱»               |                                      | ۲:۱۹                |
| ۱۱.                 | «کسی در تاریکی (Someone in the Dark)» | آلن برگ‌من، مارلین برگ‌من، راد تمپرتون | ۴:۵۴                |
| ۱۲.                 | «مصاحبهٔ کوئینسی جونز ۲»               |                                      | ۲:۰۴                |
| ۱۳.                 | «بیلی جین» (دموی خانگی سال ۱۹۸۱)      | مایکل جکسون                          | ۲:۲۰                |
| ۱۴.                 | «مصاحبهٔ کوئینسی جونز ۳»               |                                      | ۳:۱۰                |
| ۱۵.                 | «مصاحبهٔ راد تمپرتون ۱»                |                                      | ۴:۰۳                |
| ۱۶.                 | «مصاحبهٔ کوئینسی جونز ۴»               |                                      | ۱:۳۲                |
| ۱۷.                 | «Voice-Over Session from Thriller»    | راد تمپرتون                          | ۲:۵۲                |
| ۱۸.                 | «مصاحبهٔ راد تمپرتون ۲»                |                                      | ۱:۵۶                |
| ۱۹.                 | «مصاحبهٔ کوئینسی جونز ۵»               |                                      | ۲:۰۱                |
| ۲۰.                 | «چرخ و فلک»                           | مایکل سمبلو، دون فیری‌من              | ۱:۴۹                |
| ۲۱.                 | «مصاحبهٔ کوئینسی جونز ۶»               |                                      | ۱:۱۷                |

## جدول‌ها

### جدول‌های پایان سال
| جدول (۱۹۸۳)                    | اوج موقعیت |
| ------------------------------ | ---------- |
| استرالیا (Kent Music Report)   | ۱          |
| اتریش (او۳ تاپ ۴۰ اتریش)       | ۱          |
| کانادا (آلبوم‌های برتر آرپی‌ام)  | ۱          |
| فرانسه (IFOP)                  | ۱          |
| آلمان (جدول کنترل رسانه)       | ۲          |
| ایتالیا (اف‌آی‌ام‌آی)             | ۱          |
| ژاپن (اوریکان)                 | ۶          |
| هلند (۱۰۰ آلبوم برتر)          | ۱          |
| آلبوم‌های بریتانیا (اوسی‌سی)     | ۱          |
| بیلبورد ۲۰۰ ایالات متحده       | ۱          |
| آلبوم‌های هات بلنک ایالات متحده | ۱          |

| جدول (۱۹۸۴)                    | اوج موقعیت |
| ------------------------------ | ---------- |
| استرالیا (Kent Music Report)   | ۲          |
| اتریش (او۳ تاپ ۴۰ اتریش)       | ۳          |
| کانادا (RPM Top Albums)        | ۴          |
| آلمان (جدول کنترل رسانه)       | ۵          |
| ژاپن (اوریکان)                 | ۱          |
| هلند (۱۰۰ آلبوم برتر)          | ۴          |
| سوئیس (جدول موسیقی سوئیس)      | ۱          |
| آلبوم‌های بریتانیا (اوسی‌سی)     | ۶          |
| بیلبورد ۲۰۰ ایالات متحده       | ۱          |
| آلبوم‌های هات بلنک ایالات متحده | ۲          |

| جدول (۲۰۰۹)                                    | اوج موقعیت |
| ---------------------------------------------- | ---------- |
| استرالیا (جدول‌های ای‌آرآی‌ای)                    | ۳۲         |
| آلمان (جدول کنترل رسانه)                       | ۴۰         |
| آلبوم‌های جامع بیلبورد ایالات متحده             | ۱۶         |
| بیلبورد ایالات متحده آلبوم‌های برتر اینترنتی    | ۱۶         |
| بیلبورد ایالات متحده آلبوم‌های برتر کاتالوگ پاپ | ۱۶         |

| جدول (۲۰۱۰)                                    | اوج موقعیت |
| ---------------------------------------------- | ---------- |
| استرالیا (ای‌آرآی‌ای)                            | ۴۷         |
| بیلبورد ۲۰۰ ایالات متحده                       | ۱۳۷        |
| بیلبورد ایالات متحده آلبوم‌های برتر کاتالوگ پاپ | ۷          |

| جدول (۲۰۱۶)              | اوج موقعیت |
| ------------------------ | ---------- |
| بیلبورد ۲۰۰ ایالات متحده | ۱۷۸        |

| جدول (۲۰۱۸)              | اوج موقعیت |
| ------------------------ | ---------- |
| بیلبورد ۲۰۰ ایالات متحده | ۱۹۰        |

| جدول (۲۰۱۹)              | اوج موقعیت |
| ------------------------ | ---------- |
| بیلبورد ۲۰۰ ایالات متحده | ۱۲۹        |

### جدول‌های پایان دهه
| جدول (۱۹۸۰–۱۹۸۹)             | موقعیت |
| ---------------------------- | ------ |
| استرالیا (Kent Music Report) | ۳      |
| اتریش (او۳ تاپ ۴۰ اتریش)     | ۱      |
| ژاپن (Oricon)                | ۲      |
| آلبوم‌های بریتانیا (اوسی‌سی)   | ۳      |

## گواهی‌نامه‌ها
| منطقه | گواهی      | واحد گواهی‌شده/فروش |
| --- | ---------- | ------------------ |
| آرژانتین (سی‌ای‌پی‌آی‌اف)                                                                                          | الماس      | ۵۰۰٬۰۰۰^           |
| استرالیا (آی‌اف‌پی‌آی استرالیا)                                                                                   | ۱۶× پلاتین | ۱٬۱۵۰٬۰۰۰          |
| اتریش (فونوگرافی اتریش)                                                                                        | ۸× پلاتین  | ۴۰۰٬۰۰۰*           |
| بلژیک | —          | ۳۰۰٬۰۰۰            |
| برزیل | —          | ۱٬۵۰۰٬۰۰۰          |
| کانادا (میوزیک کانادا)                                                                                         | ۲× الماس   | ۲٬۴۰۰٬۰۰۰          |
| دانمارک (آی‌اف‌پی‌آی)                                                                                             | ۲× پلاتین  | ۴۰٬۰۰۰             |
| فنلاند (موسیککیتواوتتایات)                                                                                     | پلاتین     | ۱۲۹٬۰۶۱            |
| فرانسه (اس‌ان‌ئی‌پی)                                                                                              | الماس      | ۳٬۴۹۴٬۲۰۰          |
| آلمان (بی‌وی‌ام‌آی)                                                                                               | ۳× پلاتین  | ۱٬۵۰۰٬۰۰۰^         |
| هنگ کنگ (آی‌اف‌پی‌آی هنگ کنگ)                                                                                     | پلاتین     | ۵۰٬۰۰۰             |
| مجارستان (مجارستان)                                                                                            | پلاتین     |                    |
| هند | —          | ۱۰۰٬۰۰۰            |
| اسرائیل | ۲× پلاتین  | ۸۰٬۰۰۰             |
| ایتالیا | —          | ۷۰۰٬۰۰۰            |
| ایتالیا (اف‌آی‌ام‌آی) برای فروش در سال ۲۰۰۹                                                                       | ۲× پلاتین  | ۱۲۰٬۰۰۰*           |
| ژاپن (آرآی‌ای‌جی)                                                                                                | طلا        | ۲٬۵۰۰٬۰۰۰          |
| مکزیک (امپروفون)                                                                                               | ۲×         | ۱٬۶۰۰٬۰۰۰^         |
| هلند (ان‌وی‌پی‌آی)                                                                                                | ۸× پلاتین  | ۱٬۴۰۰٬۰۰۰          |
| نیوزیلند (آرآی‌ای‌ان‌زد)                                                                                          | ۱۲× پلاتین | ۱۸۰٬۰۰۰^           |
| پرتغال (انجمن صنفی گرامافون)                                                                                   | پلاتین     | ۵۰٬۰۰۰^            |
| آفریقای جنوبی (RISA)                                                                                           | ۳× پلاتین  | ۱۲۰٬۰۰۰            |
| کره جنوبی | —          | ۵۰٬۰۰۰             |
| سوئد (گی‌ال‌اف)                                                                                                  | ۴× پلاتین  | ۴۰۰٬۰۰۰^           |
| سوئیس (آی‌اف‌پی‌آی سوئیس)                                                                                         | ۶× پلاتین  | ۳۰۰٬۰۰۰^           |
| بریتانیا (بی‌پی‌آی)                                                                                              | ۱۳× پلاتین | ۴٬۴۷۰٬۰۰۰          |
| ایالات متحده (آرآی‌ای‌ای)                                                                                        | ۳۳× پلاتین | ۳۳٬۰۰۰٬۰۰۰         |
| یوگسلاوی | —          | ۱۱۲٬۰۰۰            |
| خلاصه‌ها |            |                    |
| اروپا (آی‌اف‌پی‌آی) برای فروش در سال ۲۰۰۹                                                                         | پلاتین     | ۱٬۰۰۰٬۰۰۰*         |
| جهانی | —          | ۶۶٬۰۰۰٬۰۰۰         |
| * رقم فروش تنها بر پایهٔ گواهی‌ها. · ^ رقم توزیع تنها بر پایهٔ گواهی‌ها. · رقم فروش+پخش جاری تنها بر پایهٔ گواهی‌ها. |            |                    |

## عوامل
| - مایکل جکسون: کمپانی تولیدکننده، خوانندهٔ اصلی و پس‌زمینه، drum case beater, bathroom stomp board - ادی ون هیلن: گیتار سولو در «بزن به چاک» - پل مک‌کارتنی: خوانندهٔ اصلی در «آن دختر مال من است» - جنت جکسون: خواننده پس‌زمینهٔ «پی وای‌تی» - کوئینسی جونز: تهیه‌کننده - لاتویا جکسون: خواننده پس‌زمینهٔ «پی وای تی» - وینسنت پرایس: صدای آخر «تریلر» - آنتونی مارینلی: برنامه‌نویس سینث‌سایزر - استیو پورکادو: کیبورد، سینث‌سایزر، برنامه‌نویسی - استیو لوکادر: گیتار، گیتار بیس - ان دوگو چنکلر: درام - برایان بنکز: کیبورد، ترکیب، برنامه‌نویسی - بروس سوئدن: مهندس ضبط، میکس‌کننده (ترکیب‌کننده) - بیل ریچنبیچ: ترومبون - بیل ولفر: کیبورد، سینث‌سایزر | - پل جکسون: گیتار - پائولینو داکوستا: پرکاشن - جری هی: ترومپت و فلوگل‌هورن - جف پورکارو: درام، شیپور، تنظیم استرینگ (هم‌نوازی ویلون‌ها) - دین پارکز: گیتار - دیوید پیچ: کیبورد، سینث‌سایزر، برنامه‌نویسی - دیوید فاستر: کیبورد، سینث‌سایزر - دیوید ویلیامز: گیتار - راد تمپرتون: کیبورد، سینث‌سایزر - گرگ فیلینگنز: کیبورد، سینث‌سایزر، برنامه‌نویسی - گری گرنت: ترومپت و فلوگل‌هورن - لری ویلیامز: ساکسفون و فلوت - لوئیس جانسون: گیتار بیس - مایکل بادیکر: کیبورد، سینث‌سایزر |

## توضیحات
1. ↑  در بین مردم با نام «مزاحم» شناخته می‌شود.
2. ↑  اعدادی که داخل پرانتز وجود دارد، رتبهٔ آن تک‌آهنگ، در جدول ۱۰۰ آهنگ داغ بیلبورد است.
3. ↑  شاهدان یهوه فرقه‌ای از دین مسیحیت است. این فرقه قوانین سخت‌گیرانه‌ای دارد. متعهدین به این فرقه، اجازهٔ جشن گرفتن عید کریسمس و عید پاک را ندارند و همین‌طور اجازهٔ برپایی جشن تولد و هر جشن دیگری را. مایکل نیز تا سال‌های طولانی پیروی این فرقه بود و قوانین آن را اجرا می‌کرد.
4. ↑  کتاب‌خانهٔ کنگره، بزرگ‌ترین کتاب‌خانهٔ جهان می‌باشد. تا سال ۲۰۱۱ میلادی، ۵۷۵ فیلم سینمایی ماندگار و فرهنگی به این فهرست اضافه شده‌است.
5. ↑  در فهرست گنجینهٔ ملی ضبط آمریکا، مهمترین و تأثیرگذارترین صداهای ضبط شده راه می‌یابد. همانند: سخنرانی مارتین لوتر کینگ با نام «رؤیایی دارم»

## واژه‌نامه انگلیسی
1. ↑  John Branca
2. ↑  Starlight
3. ↑  Midnight Man
4. ↑  Carousel
5. ↑  Nite Line
6. ↑  She’s Trouble
7. ↑  Hot Street
8. ↑  Slapstick
9. ↑  Thriller: Special Edition
10. ↑  Someone In the Dark
11. ↑  Carousel
12. ↑  SACD
13. ↑  executive producer
14. ↑  For All Time
15. ↑  The Best Selling Album of All Time
16. ↑  Best Selling Music Video
17. ↑  Most Successful Music Video
18. ↑  Most Weeks at the Top of the US Album Charts
19. ↑  Largest Thriller dance with 13,597 participants
20. ↑  Most expensive jacket sold at auction
21. ↑  Greatest Guitar Solo of All Time
22. ↑  Super Natural
23. ↑  Best Long Form Music Video
24. ↑  Bruce Swedien
25. ↑  Album of the Year
26. ↑  Producer of the Year, Non-Classical
27. ↑  Best R&B Song
28. ↑  Best Male Pop Vocal Performance
29. ↑  Best Male R&B Vocal Performance
30. ↑  Best Male Rock Vocal Performance
31. ↑  Bruce Swedien
32. ↑  Best Engineered Recording, Non-Classical
33. ↑  Best Long Form Music Video
34. ↑  Grammy Hall of Fame
35. ↑  Best Overall Performance Video
36. ↑  Best Choreography
37. ↑  Viewer's Choice Award
38. ↑  Award of Merit
39. ↑  Favorite Male Artist (Pop/Rock)
40. ↑  Favorite Male Artist (Soul/R&B)
41. ↑  Favorite Album (Pop/Rock)
42. ↑  Favorite Single (Soul/R&B)
43. ↑  Favorite Single (Pop/Rock)
44. ↑  Favorite Video (Pop/Rock)
45. ↑  Favorite Video (Soul/R&B)
46. ↑  American Video Awards
47. ↑  Best Long Form Video
48. ↑  Best Home Video
49. ↑  Best International Album
50. ↑  Best Selling Record of All Time
51. ↑  Baby Be Mine
52. ↑  The Lady in My Life
53. ↑  Carousel
54. ↑  Michael Jackson – co-producer, lead and background vocals, drum case beater, bathroom stomp board
55. ↑  Eddie Van Halen – guitar solo on "Beat It"
56. ↑  Paul McCartney – vocals on "The Girl Is Mine"
57. ↑  Janet Jackson – background vocals on "PYT"
58. ↑  Quincy Jones – producer
59. ↑  La Toya Jackson – background vocals on "PYT"
60. ↑  Vincent Price – voice-over on "Thriller"
61. ↑  Anthony Marinelli – synthesizer programming
62. ↑  Steve Porcaro – keyboards, synthesizers, programming
63. ↑  Steve Lukather – guitar, bass guitar
64. ↑  N'dugu Chancler – drums
65. ↑  Brian Banks – keyboards, synthesizers, programming
66. ↑  Bruce Swedien – recording engineer, mixer
67. ↑  Bill Reichenbach – trombone
68. ↑  Bill Wolfer – keyboards, synthesizers
69. ↑  Paul Jackson – guitar
70. ↑  Paulinho da Costa – percussion
71. ↑  Jerry Hey – trumpet and flügelhorn
72. ↑  Jeff Porcaro – drums, horn and string arrangements
73. ↑  Dean Parks – guitar
74. ↑  David Paich – keyboards, synthesizers, programming
75. ↑  David Foster – keyboards, synthesizers
76. ↑  David Williams – guitar
77. ↑  Rod Temperton – keyboards, synthesizers
78. ↑  Greg Phillinganes – keyboards, synthesizers, programming
79. ↑  Gary Grant – trumpet and flügelhorn
80. ↑  Larry Williams – saxophone and flute
81. ↑  Louis Johnson – bass guitar
82. ↑  Michael Boddicker – keyboards, synthesizers

## فهرست گزیدهٔ منابع
- Taraborrelli, J. Randy (2009). Michael Jackson: The Magic, The Madness, The Whole Story, 1958–2009 (به انگلیسی). Headline.
- George, Nelson (2004). Michael Jackson: The Ultimate Collection booklet (به انگلیسی). Sony BMG.
- Jones, Jel (2005). Michael Jackson, the King of Pop: The Big Picture: the Music! the Man! the Legend! the Interviews! (به انگلیسی). Amber Books Publishing.
- Campbell, Lisa (1993). Michael Jackson: The King of Pop (به انگلیسی). Branden.
- Halstead, Craig (2007). Michael Jackson: For the Record (به انگلیسی). Authors OnLine.
- Jackson, Michael (2009). Moonwalk (به انگلیسی). Random House.
- Austen, Jake (2005). TV-a-Go-Go (به انگلیسی). Chicago Review Press.
- Thriller 25: The Book (به انگلیسی). ML Publishing Group. 2008.

- جکسون، مایکل (۱۹۸۸). ماه‌نورد. ترجمهٔ شیریان، پریسا (۱۳۹۸). نوای مکتوب. شابک ۹۷۸۶۰۰۹۷۳۹۷۹۰.
- آذری، الناز. «زندگی‌نامهٔ مایکل را آن‌طور که هست بشناسید». سایت رسمی هواداران مایکل جکسون در ایران. دریافت‌شده در ۲۹ ژوئیه ۲۰۱۱.